# Pomorski Kościół Ewangelicki

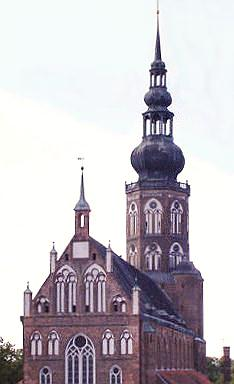
Katedra św. Mikołaja w Greifswaldzie (kościół pokolegiacki)

Pomorski Kościół Ewangelicki, Kościół Pomorza (niem. Pommersche Evangelische Kirche, PEK) – dawny niemiecki samodzielny krajowy Kościół protestancki tradycji luterańskiej, 27 maja 2012 przekształcony w Okręg Kościelny Pomorze Ewangelicko-Luterańskiego Kościoła Północnych Niemiec. W chwili rozwiązania był członkiem Ewangelickiego Kościoła Niemiec (EKD), Ewangelickiego Kościoła Unii (Staropruskiej) (EKU, do 2003), Unii Kościołów Ewangelickich (UEK) oraz Niemieckiego Komitetu Narodowego Światowej Federacji Luterańskiej.
Pomorski Kościół Ewangelicki powstał w XVI wieku w wyniku reformacji i jej skutków polityczno-społecznych na terenie Rzeszy. Założyli go w 1535 książęta pomorscy z dynastii Gryfitów w związku postanowieniami sejmu trzebiatowskiego z 1534. Jego ideowym twórcą i organizatorem był Jan Bugenhagen.
Po wojnie trzydziestoletniej i rozbiorze Pomorza Zachodniego, Kościół Pomorza był zmuszony działać pod administracją władz dwóch państw Brandenburgii i Szwecji. Od XVIII wieku był poddawany reformom integrującym go z innymi kościołami krajowymi Królestwa Prus, które zakończyły się w 1817 utworzeniem przez króla Fryderyka Wilhelma III Hohenzollerna Pruskiego Kościoła Unijnego. Od XIX wieku Kościół Pomorza stanowił prowincję kościelną tej unii, którą pozostawał do połowy XX wieku. W tym czasie siedzibą konsystorza był Szczecin.
Po II wojnie światowej i zmianie granic państwowych, zasięg terytorialny Kościoła został ograniczony do terytorium Pomorza Przedniego. W 1947 siedzibą władz Pomorskiego Kościoła Ewangelickiego zostało miasto Greifswald. W 1950 przywrócono w kościele urząd biskupa.
Kościół swoim zasięgiem administracyjnym obejmował Pomorze Przednie, gdzie jest głównym kościołem protestanckim. Od początku lat 90. XX wieku PEK dążył do zjednoczenia z Ewangelicko-Luterańskim Kościołem Meklemburgii (ELLM), chcąc wraz z nim stworzyć jeden protestancki kościół krajowy landu Meklemburgia-Pomorze Przednie. Wspólna deklaracja o unii została podjęta w 2006 na synodzie w Züssow. 17 i 18 listopada 2007 synody obydwu wspólnot podjęły uchwały o rozpoczęciu procedury zjednoczenia. Pomorski Kościół Ewangelicki wraz Ewangelicko-Luterańskim Kościołem Meklemburgii i Ewangelicko-Luterańskim Kościołem Północnej Łaby (NEK) zaangażował się również w projekt utworzenia na terenie całych północnych Niemiec jednego Kościoła ewangelickiego. Do połączenia doszło 27 maja 2012.

## Biskupi Pomorskiego Kościoła Ewangelickiego
Kamień Pomorski
- 1544–1549 – Bartłomiej Swawe
- 1549–1556 – Marcin Wejher z Łeby
- 1557–1573 – Jan Fryderyk
- 1573–1602 – Kazimierz
- 1602–1618 – Franciszek
- 1618–1622 – Ulryk
- 1622–1637 – Bogusław XIV
- 1637–1648 – Ernest Bogusław von Croy

Greifswald
- 1947–1954 – Karl von Scheven
- 1955–1972 – Friedrich-Wilhelm Krummacher
- 1972–1989 – Horst Gienke
- 1990–2001 – Eduard Berger
- 2001–2012 – Hans-Jürgen Abromeit

## Generalni superintendenci Kościoła Pomorza
Szczecin
- 1535–1563 – Paul vom Rode
- 1563–1574 – Fabian Timäus
- 1570–1572 – Christoph Stymmel
- 1572–1595 – Johann Cogeler
- 1595–1613 – Jakob Faber
- 1618–1634 – David Reutzius (Reuß)
- 1634–1641 – Jakob Fabricius
- 1653–1673 – Christian Groß
- 1679–1683 – Sylvester Grabe
- 1688–1707 – Günter Heyler
- 1709–1720 – David Nerretter
- 1720–1724 – Joachim Friedrich Schmidt
- 1725–1738 – Laurentius David Bollhagen
- 1738–1757 – Johann Gottfried Hornejus
- 1759–1775 – Gottfried Christian Rothe
- 1775–1791 – Friedrich Christian Göring
- 1792–1824 – Gottlieb Ringeltaube
- 1826–1826, 18 września – Friedrich Ludwig Engelken
- 1827–1854 – Carl Ritschl
- 1855–1885 – Albert Sigismund Jaspis
- 1885–1904 – Heinrich Poetter
- 1904–1919 – Johannes Büchsel

Zachodnia superintendentura generalna (Westsprengel) z siedzibą w Szczecinie
- 1921–1922 – Wilhelm Reinhard
- 1923–1934 – Walter Kähler
- 1933–1935 – Karl Thom (podczas walki w kościele w uzurpujący sposób jako biskup kamieński dla wschodu i zachodu)
- 1934–1945 – Heinrich Laag

Wschodnia superintendentura generalna (Ostsprengel) z siedzibą w Szczecinie
- 1921–1933 – Paul Kalmus
- 1933–1935 – Karl Thom (podczas walki w kościele w uzurpujący sposób jako biskup kamieński dla wschodu i zachodu).
- 1936–1945 – Heinrich Ernst Boeters

Wołogoszcz (niem. Wolgast)
- 1535–1556 – Johannes Knipstro
- 1557–1595 – Jacob Runge
- 1597–1604 – Friedrich Runge
- 1607–1642 – Barthold von Krakevitz
- 1642–1650 – Mövius Völschow
- 1653–1673 – Christian Groß
- 1662–1674 – Abraham Battus
- 1675–1675 – Matthäus Tabbert
- 1680–1688 – Augustinus Balthasar
- 1689–1700 – Konrad Tiburtius Rango
- 1701–1712 – Johann Friedrich Mayer
- 1712–1721 – Brandamus Heinrich Gebhardi
- 1721–1732 – Albrecht Joachim von Krakevitz
- 1725–1733 – Laurentius David Bollhagen
- 1734–1738 – Timotheus Lütkemann
- 1740–1745 – Michael Christian Rusmeyer
- 1746–1763 – Jakob Heinrich von Balthasar
- 1763–1778 – Laurentius Stenzler
- 1778–1788 – Bernhard Friedrich Quistorp
- 1790–1810 – Gottlieb Schlegel
- 1812–1824 – Johann Christoph Ziemssen

Kołobrzeg
- 1544–1549 – Bartholomäus Swawe
- 1549–1556 – Martin Weiher
- 1558–1567 – Georg Venetus
- 1568–1602 – Petrus Edeling
- 1605–1620 – Adam Hamel
- 1622–1645 – Immanuel König

Słupsk
- 1535–1573 – Jakob Hogensee (Hoonsee)
- 1574–1604 – David Crolle